# Midnight Roses
Midnight Roses var en norsk/svensk pop/rockgrupp, bildad 1988 Den bestod av Frank Bakken (sång och piano), Maria Lundin (basgitarr), Ola Dahl (gitarr), Torbjörn Lindström (trummor) och Jeanette Lindskog gitarr.
Gruppen spelade in två singelskivor och splittrades april 1992.

## Medlemmar
Ordinarie medlemmar
- Frank Bakken – sång, piano (1988–1992)
- Ola Dahl – gitarr (1988–1992)
- Torbjørn Aas – trummor (1988–1990)
- Maria Lundin – basgitarr (1990–1992)
- Jeanette Lindskog – gitarr (1990–1992)
- Torbjörn Lindström – trummor (1991–1992)

Bidragande musiker (studio)
- Robert Lundin – trummor (1990)

## Diskografi
Singlar
- 1991 – "Emptiness" / "Why Hurt Me Now" (Unipress Records)
- 1993 – "Feels Like Love"